# Rato-da-rocha
O rato-da-rocha (Petromus typicus) é um roedor endêmico da África, único integrante do gênero Petromus e da família Petromuridae.
Pode ser encontrado na Angola, Namíbia e África do Sul.